# Rendőrmúzeum (Budapest)
A Rendőrmúzeum egy budapesti székhelyű, országos gyűjtőkörű múzeum a Keleti pályaudvar közelében (VIII. Mosonyi utca 5.). Fenntartója az Országos Rendőr-főkapitányság (ORFK) Készenléti Rendőrsége.

## Története

### A Bűnügyi Múzeum
A Rendőrmúzeumot 1908-ban alapították Bűnügyi Múzeum néven. Kezdetben a Ferenc József téren (ma: Széchenyi István tér) működött. A második világháború során, az 1940-es években tárgyainak jelentős része elpusztult, a múzeumot be is zárták.

### A Rendőrmúzeum
A szocializmus idején a gyűjteményt újjászervezték, és 1963-ban a Mosonyi utcai rendőrségi épületegyüttesben helyezték el. 4 évvel később, 1967-ben a gyűjteményt ismételten, múzeumi rangot nyert. Bár a tárgygyűjtés és feldolgozás folyamatosan zajlott ezt követően, a Rendőrmúzeum évtizedeken át zárt volt a nagyközönség előtt. A látogatók számára csak 1999-ben nyitották meg.
A múzeum a kriminalisztika történetének bemutatása mellett kiemelt hangsúlyt fektet a magyar rendőrség fejlődésének ismertetésére is.

### Gyűjteményei
A múzeum az alábbi tárgy- és iratgyűjteményekkel rendelkezik:
1. Fegyver-szakgyűjtemény
2. Numizmatikai-szakgyűjtemény
3. Egyenruha-szakgyűjtemény
4. Történeti dokumentáció-szakgyűjtemény
5. Fénykép-szakgyűjtemény
6. Történeti tárgyi-szakgyűjtemény
7. Kiállítási segédanyag-szakgyűjtemény

A fénykép-szakgyűjteményen túl külön Fotó- és filmarchívummal is rendelkezik az intézmény. Ebben 3000 celluloid filmtekercset és több ezer fényképet őriznek. Digitális feldolgozásuk a múzeum egyik fontos feladata, mintegy 150 film már ilyen formában is elérhető. Előzetes bejelentkezés után a múzeum ingyenes kutatószolgálatot biztosít mind a gyűjtemények, mind az archívum iránt mélyebben érdeklődőknek.

### Könyvtár
A fentieken túl a múzeum rendelkezik saját – mintegy 13.000 dokumentumot őrző – könyvtárral is, azonban ez nem a Mosonyi utcában, hanem a Király utca 71. számú épületben található.

### Kiállításai
A múzeum állandó- és vándorkiállításokat tart fenn. Állandó kiállításai:
- Kriminalisztikai kiállítás – a magyar rendőrségi nyomozások és nevezetes bűnügyek bemutatása az 1950-es évektől tárgyi eszközökkel[9]
- Rendőrség-történeti kiállítás – a magyar rendőrség történetének bemutatása a kezdetektől (1848) napjainkig elsősorban műtárgyakkal és írott dokumentumokkal[10]
- „Múlt és Jelen” fotókiállítás (2008-tól) – a magyar rendőrség történetének bemutatása fényképes formában[11]

Vándorkiállításokat is szervez a múzeum, amelyek különböző helyekre igényelhetők („Ízelítő a Rendőrmúzeum anyagából”, „Vigyázz Magadra”).
A múzeum látogatása és tárlatvezetés igénybevétele ingyenes.

## Tarnamérai kiállítóhely
Érdekesség, hogy a múzeum már 3 évvel a megnyitása után, 2002-ben vidéken is nyitott egy kiállítóhelyet. Ez a tarnamérai (Heves vármegye) Almásy-kastélyban található helyi Rendőrmúzeum.